# Fernando Bustos
Fernando Bustos Castañeda (Ciudad de México, 1 de agosto de 1944-Tepeji del Río, Estado de Hidalgo, 23 de septiembre de 1979) fue un futbolista mexicano. Participó en los Juegos Olímpicos de México 1968 y se desempeñó como mediocampista para el equipo Cruz Azul, club profesional al que perteneció de 1963 a 1979.

## Primeros años
Fernando Bustos Castañeda nació el 1 de agosto de 1944 en Ciudad de México. Se inició en el deporte cerca de los 15 años de edad, dedicándose al  boxeo y teniendo algunas peleas. No obstante, tiempo después abandonó dicha actividad para centrarse en el fútbol.

## Trayectoria deportiva

### Inicios
En 1959 empezó a jugar como interior izquierdo o como extremo por ambas bandas vistiendo el uniforme de la Unión Obrera con el que estuvo hasta 1963. 

### Cruz Azul
Después de pasar en su etapa de adolescente por varios clubes de la República Mexicana para ser tomado en cuenta y ser parte de alguna institución, Fernando llega a Cruz Azul gracias a la aceptación de Jorge Marik, quien en ese entonces era el técnico del equipo en la Segunda División. A pesar de no ser un centro delantero nato, su habilidad lo convertía en un peligro para las metas contrarias, logrando convertir con Cruz Azul un total de 92 goles.
El 22 de noviembre de 1963, con 18 años de edad, debutó oficialmente en la temporada 1963-64 en un partido ante Tepic, con un marcador que favoreció a los cementeros por 2-1 en el Estadio 10 de diciembre. 
Delgado, de fácil regate, encarador y driblador, perteneció 15 años a la institución, teniendo un breve paso por el Atlético Español en la 1976-77, regresando al Cruz Azul un año después. Ganó seis de los nueve títulos en la primera división, sumada desde luego la corona del ascenso. 
Fue convocado en varias ocasiones al Seleccionado Nacional, participando en los Juegos Panamericanos de 1967 en Winnipeg, Canadá, donde se quedaron con la medalla de oro; y en los Juegos Olímpicos de México 1968, donde terminarían en cuarto puesto luego de perder el partido por la medalla de bronce por un 2-0 ante Japón. 
Las lesiones empezaron a hacer mella en su carrera, y poco después lo orillaron a un temprano retiro. Su último compromiso con Cruz Azul lo disputó el 6 de enero de 1979, ante Guadalajara. En esa ocasión, anotó uno de los cuatro tantos del equipo. Al minuto 47' llegaba el final, era sustituido ante la mirada de 40 mil fanáticos celestes. El silbante pausó por algunos instantes el duelo para que Bustos se regodeara del momento.

## Vida personal y muerte
Tuvo dos hijos, una niña y un niño. A su hijo lo bautizó como Fernando Bustos hijo.
El 22 de septiembre de 1979, Bustos conducía alrededor de las nueve de la noche por la carretera a Querétaro, a la altura de Tepeji del Río, en el Estado de Hidalgo, cuando sufrió un accidente automovilístico luego de que su vehículo se quedara sin frenos. Fue auxiliado por paramédicos y se intentó salvar su vida, pero las lesiones que recibió durante el impacto fueron muy fuertes, por lo que falleció a los 35 años de edad en la madrugada del 23 de septiembre. Su cuerpo fue enterrado en el panteón Jardines del Recuerdo, ubicado en Tlalnepantla de Baz, Estado de México.

## Legado
El 13 de noviembre de 2018, Bustos fue inducido al Salón de la Fama del Fútbol Internacional. Sus familiares, encabezados por su hija, recogieron el galardón y recordaron sus mejores jugadas y goles anotados.

## Estadísticas

### Partidos internacionales
| Evento                       | Sede     | Resultado     |
| ---------------------------- | -------- | ------------- |
| Juegos Panamericanos de 1967 | Winnipeg | Campeón       |
| Juegos Olímpicos de 1968     | México   | Cuarto puesto |

## Palmarés

#### Campeonatos nacionales
| Título                     | Club      | País   | Edición     |
| -------------------------- | --------- | ------ | ----------- |
| Segunda División de México | Cruz Azul | México | 1963-64     |
| Primera División de México | Cruz Azul | México | 1968-69     |
| Copa México                | Cruz Azul | México | 1968-69     |
| Campeón de Campeones       | Cruz Azul | México | 1968-69     |
| Primera División de México | Cruz Azul | México | México 1970 |
| Primera División de México | Cruz Azul | México | 1971-72     |
| Primera División de México | Cruz Azul | México | 1972-73     |
| Primera División de México | Cruz Azul | México | 1973-74     |
| Campeón de Campeones       | Cruz Azul | México | 1973-74     |
| Primera División de México | Cruz Azul | México | 1978-79     |

#### Campeonatos internacionales
| Título                           | Club      | Sede             | Edición |
| -------------------------------- | --------- | ---------------- | ------- |
| Copa de Campeones de la Concacaf | Cruz Azul | Ciudad de México | 1969    |
| Copa de Campeones de la Concacaf | Cruz Azul | Jasso            | 1970    |
| Copa de Campeones de la Concacaf | Cruz Azul | Ciudad de México | 1971    |

| Título                        | Selección     | Sede     | Edición |
| ----------------------------- | ------------- | -------- | ------- |
| Torneo Panamericano de Fútbol | México Sub-23 | Winnipeg | 1967    |

#### Distinciones individuales
| Distinción                                                | Edición |
| --------------------------------------------------------- | ------- |
| Investido en el Salón de la Fama del Fútbol Internacional | 2018    |